# Clash of the Champions
Clash of the Champions era un programma televisivo prodotto dalle federazioni Jim Crockett Promotions prima e in seguito World Championship Wrestling, in collaborazione con la National Wrestling Alliance. Gli speciali tv includevano anche match di particolare importanza trasmessi in pay-per-view, in maniera simile a Saturday Night's Main Event della concorrente World Wrestling Federation. Clash of the Champions era celebre anche perché non interrompeva gli incontri con spot pubblicitari, anche se i match duravano venti minuti o più.
La prima edizione di Clash of the Champions si tenne il 27 marzo 1988 sotto l'egida della JCP ed era intitolata NWA: Clash of the Champions. Successive edizioni ebbero titoli differenti, come per esempio Clash of the Champions II: Miami Mayhem, e Clash of the Champions XVI: Fall Brawl 1991 che fu l'ultima edizione con un sottotitolo. Quando nel 1988 la Jim Crockett Promotions venne acquistata da Ted Turner e rinominata World Championship Wrestling, la WCW continuò a mandare in onda l'evento fino al 1997. In totale, furono prodotti 35 episodi di Clash of the Champions.

## Date e luoghi
| Evento                                                      | Data                                                  | Città                                                 | Arena                                                 | Main event | Note                                                  |
| National Wrestling Alliance (Jim Crockett Promotions)       | National Wrestling Alliance (Jim Crockett Promotions) | National Wrestling Alliance (Jim Crockett Promotions) | National Wrestling Alliance (Jim Crockett Promotions) | National Wrestling Alliance (Jim Crockett Promotions) | National Wrestling Alliance (Jim Crockett Promotions) |
| ----------------------------------------------------------- | ----------------------------------------------------- | ----------------------------------------------------- | ----------------------------------------------------- | --- | ----------------------------------------------------- |
| Clash of the Champions I                                    | 27 marzo 1988                                         | Greensboro (Carolina del Nord)                        | Greensboro Coliseum                                   | Ric Flair (c) vs. Sting per il titolo NWA World Heavyweight Championship | [ 2 ]                                                 |
| Clash of the Champions II: Miami Mayhem                     | 8 giugno 1988                                         | Miami, Florida                                        | James L. Knight Center                                | Arn Anderson & Tully Blanchard (c) vs. Sting & Dusty Rhodes per il titolo NWA World Tag Team Championship | [ 3 ]                                                 |
| Clash of the Champions III: Fall Brawl                      | 7 settembre 1988                                      | Albany (Georgia)                                      | Albany Civic Center                                   | Barry Windham (c) vs. Sting per il titolo NWA United States Heavyweight Championship | [ 4 ]                                                 |
| National Wrestling Alliance (World Championship Wrestling)  |                                                       |                                                       |                                                       | |                                                       |
| Clash of the Champions IV: Season's Beatings                | 7 dicembre 1988                                       | Chattanooga, Tennessee                                | UTC Arena                                             | Ric Flair & Barry Windham vs. The Midnight Express (Bobby Eaton & Stan Lane) | [ 5 ]                                                 |
| Clash of the Champions V: St. Valentine's Massacre          | 15 febbraio 1989                                      | Cleveland, Ohio                                       | Cleveland Convention Center                           | The Road Warriors (Animal & Hawk) e Genichiro Tenryu (c) vs. The Varsity Club (Mike Rotunda, Kevin Sullivan e "Dr. Death" Steve Williams) in un six-man tag team match per il NWA World Six-Man Tag Team Championship | [ 6 ]                                                 |
| Clash of the Champions VI: Ragin' Cajun                     | 2 aprile 1989                                         | New Orleans, Louisiana                                | Louisiana Superdome                                   | Lex Luger (c) vs. Jack Victory per il NWA United States Heavyweight Championship | [ 7 ]                                                 |
| Clash of the Champions VII: Guts and Glory                  | 14 giugno 1989                                        | Fort Bragg (Carolina del Nord)                        | Ritz-Epps Fitness Center                              | Ricky Steamboat vs. Terry Funk | [ 8 ]                                                 |
| Clash of the Champions VIII: Fall Brawl '89                 | 12 settembre 1989                                     | Columbia (Carolina del Sud)                           | Carolina Coliseum                                     | Sting & Ric Flair vs. Dick Slater & The Great Muta | [ 9 ]                                                 |
| Clash of the Champions IX: New York Knockout                | 15 novembre 1989                                      | Troy (New York)                                       | Houston Field House                                   | Ric Flair vs. Terry Funk in un "I Quit" match | [ 10 ]                                                |
| Clash of the Champions X: Texas Shootout                    | 6 febbraio 1990                                       | Corpus Christi, Texas                                 | Memorial Coliseum                                     | The Four Horsemen (Ric Flair, Ole Anderson, & Arn Anderson) vs. Gary Hart International (The Dragonmaster, Buzz Sawyer, & The Great Muta) in uno steel cage match                                                     | [ 11 ]                                                |
| Clash of the Champions XI: Coastal Crush                    | 13 giugno 1990                                        | Charleston (Carolina del Sud)                         | McAlister Field House                                 | Ric Flair (c) vs. Junkyard Dog per il titolo NWA World Heavyweight Championship | [ 12 ]                                                |
| Clash of the Champions XII: Mountain Madness/Fall Brawl '90 | 5 settembre 1990                                      | Asheville (Carolina del Nord)                         | Asheville Civic Center                                | Sting (c) vs. The Black Scorpion per il titolo NWA World Heavyweight Championship | [ 13 ]                                                |
| Clash of the Champions XIII: Thanksgiving Thunder           | 20 novembre 1990                                      | Jacksonville, Florida                                 | Jacksonville Memorial Coliseum                        | Ric Flair vs. Butch Reed | [ 14 ]                                                |
| World Championship Wrestling                                |                                                       |                                                       |                                                       | |                                                       |
| Clash of the Champions XIV: Dixie Dynamite                  | 30 gennaio 1991                                       | Gainesville (Georgia)                                 | Georgia Mountains Center                              | Ric Flair (c) vs. Scott Steiner per il WCW World Heavyweight Championship | [ 15 ]                                                |
| Clash of the Champions XV: Knocksville USA                  | 12 giugno 1991                                        | Knoxville, Tennessee                                  | Civic Auditorium                                      | Ric Flair (c) vs. Bobby Eaton in un two-out-of-three falls match per il WCW World Heavyweight Championship | [ 16 ]                                                |
| Clash of the Champions XVI: Fall Brawl                      | 5 settembre 1991                                      | Augusta (Georgia)                                     | Augusta-Richmond County Civic Center                  | Enforcers (Arn Anderson & Larry Zbyszko) vs. Rick Steiner & Bill Kazmaier per il WCW World Tag Team Championship (finale del torneo)                                                                                  | [ 17 ]                                                |
| Clash of the Champions XVII                                 | 19 novembre 1991                                      | Savannah (Georgia)                                    | Savannah Civic Center                                 | Lex Luger (c) vs. Rick Steiner per il WCW World Heavyweight Championship | [ 18 ]                                                |
| Clash of the Champions XIII                                 | 21 gennaio 1992                                       | Topeka, Kansas                                        | Kansas Expo Center                                    | Sting & Ricky Steamboat vs. Steve Austin & Rick Rude | [ 19 ]                                                |
| Clash of the Champions XIX                                  | 16 giugno 1992                                        | Charleston, Carolina del Sud                          | McAlister Field House                                 | Terry Gordy & "Dr. Death" Steve Williams vs. The Steiner Brothers (Rick Steiner & Scott Steiner), quarti di finale del torneo per il titolo NWA World Tag Team Championship                                           | [ 20 ]                                                |
| Clash of the Champions XX: 20th Anniversary                 | 2 settembre 1992                                      | Atlanta, Georgia                                      | Center Stage Theater                                  | Rick Rude, Jake Roberts, Super Invader & Big Van Vader vs. Sting, Nikita Koloff & The Steiner Brothers (Rick Steiner & Scott Steiner) in un match a eliminazione                                                      | [ 21 ]                                                |
| Clash of the Champions XXI                                  | 18 novembre 1992                                      | Macon (Georgia)                                       | Macon Coliseum                                        | Barry Windham & Dustin Rhodes (c) vs. Ricky Steamboat & Shane Douglas per i titoli NWA World Tag Team Championship e WCW World Tag Team Championship                                                                  | [ 22 ]                                                |
| Clash of the Champions XXII                                 | 13 gennaio 1993                                       | Milwaukee, Wisconsin                                  | The MECCA                                             | Dustin Rhodes, Sting & Cactus Jack vs. Big Van Vader, Barry Windham & Paul Orndorff in un Thundercage match | [ 23 ]                                                |
| Clash of the Champions XXIII                                | 16 giugno 1993                                        | Norfolk (Virginia)                                    | Norfolk Scope                                         | Ric Flair & Arn Anderson vs. The Hollywood Blonds (Brian Pillman & Steve Austin) in un two-out-of-three falls match per i titoli NWA World Tag Team Championship e WCW World Tag Team Championship                    | [ 24 ]                                                |
| Clash of the Champions XXIV                                 | 18 agosto 1993                                        | Daytona Beach, Florida                                | Ocean Center                                          | Big Van Vader (c) vs. Davey Boy Smith per il WCW World Heavyweight Championship | [ 25 ]                                                |
| Clash of the Champions XXV                                  | 10 novembre 1993                                      | Saint Petersburg (Florida)                            | Bayfront Arena                                        | Vader (c) vs. Ric Flair per il WCW World Heavyweight Championship | [ 26 ]                                                |
| Clash of the Champions XXVI                                 | 27 gennaio 1994                                       | Baton Rouge, Louisiana                                | Riverside Centroplex                                  | Sting & Ric Flair vs. Vader & Rick Rude | [ 27 ]                                                |
| Clash of the Champions XXVII                                | 23 giugno 1994                                        | North Charleston, Carolina del Sud                    | North Charleston Coliseum                             | Ric Flair vs. Sting in un match per l'unificazione dei titoli WCW World Heavyweight Championship e WCW International World Heavyweight Championship                                                                   | [ 28 ]                                                |
| Clash of the Champions XXVIII                               | 24 agosto 1994                                        | Cedar Rapids, Iowa                                    | Five Seasons Center                                   | Hulk Hogan (c) vs. Ric Flair per il WCW World Heavyweight Championship | [ 29 ]                                                |
| Clash of the Champions XXIX                                 | 16 novembre 1994                                      | Jacksonville, Florida                                 | Jacksonville Memorial Coliseum                        | Hulk Hogan, Sting & Dave Sullivan vs. The Three Faces of Fear (The Butcher, Avalanche & Kevin Sullivan) in un six-man tag team match (con Mr. T come arbitro speciale)                                                | [ 30 ]                                                |
| Clash of the Champions XXX                                  | 25 gennaio 1995                                       | Paradise (Nevada)                                     | Caesars Palace                                        | Hulk Hogan & Randy Savage vs. Kevin Sullivan & The Butcher | [ 31 ]                                                |
| Clash of the Champions XXXI                                 | 6 agosto 1995                                         | Daytona Beach, Florida                                | Ocean Center                                          | Vader vs. Arn Anderson & Ric Flair in un handicap match | [ 32 ]                                                |
| Clash of the Champions XXXII                                | 23 gennaio 1996                                       | Paradise, Nevada                                      | Caesars Palace                                        | One Man Gang (c) vs. Disco Inferno per il WCW United States Heavyweight Championship | [ 33 ]                                                |
| Clash of the Champions XXXIII                               | 15 agosto 1996                                        | Denver, Colorado                                      | Denver Coliseum                                       | Hollywood Hogan (c) vs. Ric Flair per il WCW World Heavyweight Championship | [ 34 ]                                                |
| Clash of the Champions XXXIV                                | 21 gennaio 1997                                       | Milwaukee, Wisconsin                                  | Wisconsin Center Arena                                | Lex Luger vs. Scott Hall | [ 35 ]                                                |
| Clash of the Champions XXXV                                 | 21 agosto 1997                                        | Nashville, Tennessee                                  | Nashville Municipal Auditorium                        | Scott Hall & Randy Savage (c) vs. Diamond Dallas Page & Lex Luger per il WCW World Tag Team Championship | [ 36 ]                                                |
| (c) – campioni in carica                                    |                                                       |                                                       |                                                       | |                                                       |